# NWFL Division One 2022
La NWFL Regional 2022 è  il campionato di football americano femminile di secondo livello, organizzato dalla BAFA.

## Squadre partecipanti
| Club                         | Città               | Stadio | Sponsor ufficiale | Risultato nella stagione 2018 |
| ---------------------------- | ------------------- | ------ | ----------------- | ----------------------------- |
| Cardiff Valkyries            | Cardiff             |        |                   |                               |
| East Kilbride Pirates        | East Kilbride       |        |                   |                               |
| Edinburgh Wolves             | Edimburgo           |        |                   |                               |
| Leicester Falcons            | Quorn               |        |                   |                               |
| Northumberland Shieldmaidens | Newcastle upon Tyne |        |                   |                               |
| Norwich Devils               | Norwich             |        |                   |                               |
| Peterborough Royals          | Peterborough        |        |                   |                               |
| Portsmouth Dreadnoughts      | Portsmouth          |        |                   |                               |
| Sandwell Steelers            | Tipton              |        |                   |                               |
| Swindon Storm                | Swindon             |        |                   |                               |

## Stagione regolare

### Calendario

#### 1ª giornata

##### Bowl di Woolsington
| Woolsington 7 maggio 2022, ore 12:00 | Northumberland Shieldmaidens | 14 – 28 | Edinburgh Wolves | Druid Park |

| Woolsington 7 maggio 2022, ore 13:30 | East Kilbride Pirates | 7 – 26 | Edinburgh Wolves | Druid Park |

| Woolsington 7 maggio 2022, ore 15:00 | Northumberland Shieldmaidens | 12 – 20 | East Kilbride Pirates | Druid Park |

#### 2ª giornata

##### Bowl di Edimburgo
| Edimburgo 21 maggio 2022, ore 12:00 | Edinburgh Wolves | 1 – 0 (a tavolino) | Northumberland Shieldmaidens | Peffermill Playing Fields |

| Edimburgo 21 maggio 2022, ore 13:30 | East Kilbride Pirates | 1 – 0 (a tavolino) | Northumberland Shieldmaidens | Peffermill Playing Fields |

| Edimburgo 21 maggio 2022, ore 15:00 | Edinburgh Wolves | 28 – 10 | East Kilbride Pirates | Peffermill Playing Fields |

##### Bowl di Walsall
| Walsall 21 maggio 2022, ore 12:00 | Sandwell Steelers | 2 – 56 | Peterborough Royals | Broadway Ground |

| Walsall 21 maggio 2022, ore 12:00 | Norwich Devils | 6 – 20 | Leicester Falcons | Broadway Ground |

| Walsall 21 maggio 2022, ore 14:30 | Sandwell Steelers | 0 – 28 | Leicester Falcons | Broadway Ground |

| Walsall 21 maggio 2022, ore 14:30 | Peterborough Royals | 32 – 2 | Norwich Devils | Broadway Ground |

#### 3ª giornata

##### Bowl di Swindon
| Swindon 11 giugno 2022, ore 12:00 | Portsmouth Dreadnoughts | 21 – 4 | Cardiff Valkyries | Southbrook Recreation Grounds |

| Swindon 11 giugno 2022, ore 13:30 | Swindon Storm | 0 – 1 (a tavolino) | Cardiff Valkyries | Southbrook Recreation Grounds |

| Swindon 11 giugno 2022, ore 15:00 | Swindon Storm | 0 – 1 (a tavolino) | Portsmouth Dreadnoughts | Southbrook Recreation Grounds |

#### 4ª giornata

##### Bowl di Giffnock
| Giffnock 18 giugno 2022, ore 12:00 | East Kilbride Pirates | 0 – 6 | Edinburgh Wolves | Braidholm |

| Giffnock 18 giugno 2022, ore 13:30 | Northumberland Shieldmaidens | 0 – 1 (a tavolino) | Edinburgh Wolves | Braidholm |

| Giffnock 18 giugno 2022, ore 15:00 | East Kilbride Pirates | 1 – 0 (a tavolino) | Northumberland Shieldmaidens | Braidholm |

##### Bowl di Peterborough
| Peterborough 18 giugno 2022, ore 12:00 | Peterborough Royals | 64 – 12 | Sandwell Steelers | Bretton Woods |

| Peterborough 18 giugno 2022, ore 12:00 | Norwich Devils | 27 – 12 | Leicester Falcons | Bretton Woods |

| Peterborough 18 giugno 2022, ore 14:30 | Sandwell Steelers | 6 – 33 | Leicester Falcons | Bretton Woods |

| Peterborough 18 giugno 2022, ore 14:30 | Peterborough Royals | 54 – 13 | Norwich Devils | Bretton Woods |

##### Bowl di Havant
| Havant 18 giugno 2022, ore 12:00 | Portsmouth Dreadnoughts | 22 – 8 | Cardiff Valkyries | Hook's Lane |

| Havant 18 giugno 2022, ore 13:30 | Swindon Storm | 0 – 1 (a tavolino) | Cardiff Valkyries | Hook's Lane |

| Havant 18 giugno 2022, ore 15:00 | Portsmouth Dreadnoughts | 1 – 0 (a tavolino) | Swindon Storm | Hook's Lane |

#### 5ª giornata

##### Bowl di Edimburgo
| Edimburgo 16 luglio 2022, ore 12:00 | Edinburgh Wolves | 1 – 0 (a tavolino) | Northumberland Shieldmaidens | Peffermill Playing Fields |

| Edimburgo 16 luglio 2022, ore 13:30 | East Kilbride Pirates | 1 – 0 (a tavolino) | Northumberland Shieldmaidens | Peffermill Playing Fields |

| Edimburgo 16 luglio 2022, ore 15:00 | Edinburgh Wolves | 33 – 6 | East Kilbride Pirates | Peffermill Playing Fields |

##### Bowl di Norwich
| Norwich 16 luglio 2022, ore 12:00 | Peterborough Royals | 26 – 13 | Leicester Falcons | Pound Lane |

| Norwich 16 luglio 2022, ore 12:00 | Norwich Devils | 40 – 31 | Sandwell Steelers | Pound Lane |

| Norwich 16 luglio 2022, ore 14:30 | Norwich Devils | 27 – 44 | Peterborough Royals | Pound Lane |

| Norwich 16 luglio 2022, ore 14:30 | Leicester Falcons | 19 – 2 | Sandwell Steelers | Pound Lane |

##### Bowl di Havant
| Havant 16 luglio 2022, ore 12:00 | Portsmouth Dreadnoughts | 18 – 12 | Cardiff Valkyries | Hook's Lane |

| Havant 16 luglio 2022, ore 13:30 | Swindon Storm | 0 – 1 (a tavolino) | Cardiff Valkyries | Hook's Lane |

| Havant 16 luglio 2022, ore 15:00 | Portsmouth Dreadnoughts | 1 – 0 (a tavolino) | Swindon Storm | Hook's Lane |

#### 6ª giornata

##### Bowl di Kirby Muxloe
| Kirby Muxloe 13 agosto 2022, ore 12:00 | Sandwell Steelers | 8 – 28 | Norwich Devils | Leicester Forest RFC |

| Kirby Muxloe 13 agosto 2022, ore 12:00 | Leicester Falcons | 6 – 0 | Peterborough Royals | Leicester Forest RFC |

| Kirby Muxloe 13 agosto 2022, ore 14:30 | Peterborough Royals | 1 – 0 (a tavolino) | Sandwell Steelers | Leicester Forest RFC |

| Kirby Muxloe 13 agosto 2022, ore 14:30 | Leicester Falcons | 8 – 6 | Norwich Devils | Leicester Forest RFC |

##### Bowl di Penarth
| Penarth 13 agosto 2022, ore 12:00 | Portsmouth Dreadnoughts | 21 – 30 | Cardiff Valkyries | St Cyres School |

| Penarth 13 agosto 2022, ore 13:30 | Portsmouth Dreadnoughts | 1 – 0 (a tavolino) | Swindon Storm | St Cyres School |

| Penarth 13 agosto 2022, ore 15:00 | Cardiff Valkyries | 1 – 0 (a tavolino) | Swindon Storm | St Cyres School |

### Classifiche
Le classifiche della regular season sono le seguenti.
- PCT = percentuale di vittorie, G = partite giocate, V = partite vinte,  P = partite perse, PF = punti fatti, PS = punti subiti

#### North
| Pos. | Squadra                      | PCT   | G | V | N | P | PF  | PS  |
| ---- | ---------------------------- | ----- | - | - | - | - | --- | --- |
| 1    | Edinburgh Wolves             | 1.000 | 8 | 8 | 0 | 0 | 124 | 37  |
| 2    | East Kilbride Pirates        | .500  | 8 | 4 | 0 | 4 | 46  | 105 |
| 3    | Northumberland Shieldmaidens | .000  | 8 | 0 | 0 | 8 | 26  | 54  |

#### Central
| Pos. | Squadra             | PCT  | G | V | N | P | PF  | PS  |
| ---- | ------------------- | ---- | - | - | - | - | --- | --- |
| 1    | Peterborough Royals | .875 | 8 | 7 | 0 | 1 | 290 | 75  |
| 2    | Leicester Falcons   | .750 | 8 | 6 | 0 | 2 | 139 | 73  |
| 3    | Norwich Devils      | .375 | 8 | 3 | 0 | 5 | 149 | 209 |
| 4    | Sandwell Steelers   | .000 | 8 | 0 | 0 | 8 | 61  | 282 |

#### South
| Pos. | Squadra                 | PCT  | G | V | N | P | PF | PS |
| ---- | ----------------------- | ---- | - | - | - | - | -- | -- |
| 1    | Portsmouth Dreadnoughts | .875 | 8 | 7 | 0 | 1 | 86 | 54 |
| 2    | Cardiff Valkyries       | .375 | 8 | 5 | 0 | 3 | 58 | 82 |
| 3    | Swindon Storm           | .000 | 8 | 0 | 0 | 8 | 0  | 8  |

## Playoff

### Tabellone
|  | Semifinali | Semifinali              | Semifinali |                     |    | BritBowl         | BritBowl                | BritBowl        |  |
|  |            |                         |            |                     |    |                  |                         |                 |  |
|  | 1N         | Edinburgh Wolves        | 25         |                     |    |                  |                         |                 |  |
|  | 1N         | Edinburgh Wolves        | 25         |                     |    |                  |                         |                 |  |
|  | 2C         | Leicester Falcons       | 12         |                     |    |                  |                         |                 |  |
|  | 2C         | Leicester Falcons       | 12         |                     | 1N | Edinburgh Wolves | 27                      |                 |  |
|  |            |                         |            |                     | 1N | Edinburgh Wolves | 27                      |                 |  |
|  |            |                         | 1C         | Peterborough Royals | 21 |                  |                         |                 |  |
|  | 1C         | Peterborough Royals     | 1C         | Peterborough Royals | 21 | 37               |                         |                 |  |
|  | 1C         | Peterborough Royals     |            |                     |    | 37               |                         |                 |  |
|  | 1S         | Portsmouth Dreadnoughts | 28         |                     |    | Finale 3º posto  | Finale 3º posto         | Finale 3º posto |  |
|  | 1S         | Portsmouth Dreadnoughts | 28         |                     |    |                  |                         |                 |  |
|  |            |                         |            |                     |    |                  |                         |                 |  |
|  |            |                         |            |                     |    | 2C               | Leicester Falcons       | 21              |  |
|  |            |                         |            |                     |    | 2C               | Leicester Falcons       | 21              |  |
|  |            |                         |            |                     |    | 1S               | Portsmouth Dreadnoughts | 27              |  |

### Semifinali
| Upton-by-Chester 10 settembre 2022 | Edinburgh Wolves | 25 – 12 | Leicester Falcons | The Cheshire County Sports Club |

| Upton-by-Chester 10 settembre 2022 | Peterborough Royals | 37 – 28 | Portsmouth Dreadnoughts | The Cheshire County Sports Club |

### Finale 3º - 4º posto
| Upton-by-Chester 10 settembre 2022 | Leicester Falcons | 21 – 27 | Portsmouth Dreadnoughts | The Cheshire County Sports Club |

### BritBowl
| Upton-by-Chester 10 settembre 2022 | Edinburgh Wolves | 27 – 21 | Peterborough Royals | The Cheshire County Sports Club |

## Verdetti
- Edinburgh Wolves Campionesse della NWFL Division One 2022